# Sarmajeh Bank VC

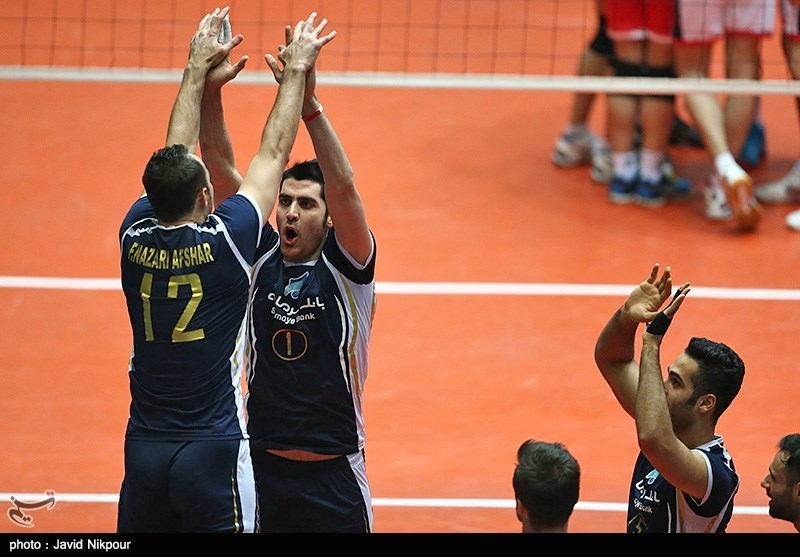
Sarmajeh Bank VC zwycięzcą Klubowych Mistrzostw Azji 2016

Sarmajeh Bank VC – irański męski klub siatkarski, powstały w 2015 r. w Teheranie.

## Sukcesy
Mistrzostwo Iranu:
- 2016, 2017, 2018

Klubowe Mistrzostwa Azji:
- 2016, 2017

## Kadra

### Sezon 2017/2018
| Nr | Imię i nazwisko       | Data ur. | Wzrost | Pozycja      |
| -- | --------------------- | -------- | ------ | ------------ |
| 1  | Szahram Mahmudi       | 1988     | 198    | atakujący    |
| 2  | Tohid Samadi          | 1998     | 198    | libero       |
| 5  | Farhad Gha’emi        | 1989     | 197    | przyjmujący  |
| 6  | Mohammad Musawi       | 1987     | 203    | środkowy     |
| 7  | Ghasem Karkhaneh      | 1994     | 196    | przyjmujący  |
| 9  | Adel Gholami          | 1986     | 195    | środkowy     |
| 10 | Alireza Mobaszeri     | 1988     | 195    | przyjmujący  |
| 12 | Modżtaba Mirzadżanpur | 1991     | 205    | przyjmujący  |
| 13 | Mahdi Mahdawi         | 1984     | 191    | rozgrywający |
| 15 | Łukasz Żygadło        | 1979     | 201    | rozgrywający |
| 16 | Ali Szafi’i           | 1991     | 191    | środkowy     |
| 17 | Reza Ghara            | 1991     | 200    | atakujący    |
| 19 | Mehdi Marandi         | 1986     | 172    | libero       |

### Sezon 2016/2017
| Nr | Imię i nazwisko  | Data ur. | Wzrost | Pozycja      |
| -- | ---------------- | -------- | ------ | ------------ |
| 1  | Szahram Mahmudi  | 1988     | 198    | atakujący    |
| 2  | Milad Ebadipur   | 1993     | 196    | przyjmujący  |
| 4  | Vojin Ćaćić      | 1990     | 203    | przyjmujący  |
| 5  | Farhad Gha’emi   | 1989     | 197    | przyjmujący  |
| 6  | Mohammad Musawi  | 1987     | 203    | środkowy     |
| 7  | Ghasem Karkhaneh | 1994     | 196    | przyjmujący  |
| 8  | Farhad Zarif     | 1983     | 165    | libero       |
| 9  | Adel Gholami     | 1986     | 195    | środkowy     |
| 13 | Mahdi Mahdawi    | 1984     | 191    | rozgrywający |
| 14 | Ali Szafi’i      | 1991     | 191    | środkowy     |
| 15 | Łukasz Żygadło   | 1979     | 201    | rozgrywający |
| 16 | Alireza Jalali   | 1985     | 198    | atakujący    |

### Sezon 2015/2016
| Nr | Imię i nazwisko      | Data ur. | Wzrost | Pozycja      |
| -- | -------------------- | -------- | ------ | ------------ |
| 1  | Szahram Mahmudi      | 1988     | 198    | atakujący    |
| 3  | Yosleyder Cala       | 1984     | 204    | przyjmujący  |
| 5  | Mohammad Fallah      | 1993     | 191    | środkowy     |
| 6  | Mohammad Musawi      | 1987     | 203    | środkowy     |
| 7  | Ghasem Karkhaneh     | 1994     | 196    | przyjmujący  |
| 8  | Farhad Zarif         | 1983     | 165    | libero       |
| 9  | Adel Gholami         | 1986     | 195    | środkowy     |
| 10 | Alireza Mobaszeri    | 1988     | 195    | przyjmujący  |
| 12 | Farhad Nazari Afszar | 1984     | 195    | przyjmujący  |
| 13 | Mahdi Mahdawi        | 1984     | 191    | rozgrywający |
| 15 | Łukasz Żygadło       | 1979     | 201    | rozgrywający |
| 18 | Faramarz Zarif       | 1993     | 176    | libero       |